# Aurunker

Befolkningen Latium ca. 500 f.Kr.

Aurunker var ett italiskt folk som talade ett oskiskt språk. De bodde i ett område som sträckte sig från volskernas område, vid vulkanen Roccamonfina och mellan floderna Liris och Volturno. Aurunkerna ska inte sammanblandas med ausonerna, som bodde i andra städer närmare kusten. 
Romerska källor beskriver dem som ett föga utvecklat folk som föredrog att leva i defensiva städer på bergstopparna. Aurunkerna var allierade med latinska kolonin Pomezia som därför attackerades brutalt av romarna på sexhundratalet f.Kr.
Först efter det andra samnitiska kriget 313 f.Kr. besegrade romarna aurunkerna. Romarna förstörde då också de fem aurunkiska städerna Ausona, Sessa, Minturnae, Sinuessa och Vescia. Istället grundlade de kolonierna Suessa Aurunca och Minturnae som än idag är italienska städer.